# Cratere Gum
Gum è un cratere lunare di 54,55 km situato nella parte sud-orientale della faccia visibile della Luna, lungo il confine occidentale del Mare Australe, a nordest del cratere Hamilton. A nord-nordovest è presente il cratere Abel e a est-sudest, nel lato nascosto, il cratere Jenner.
La superficie interna è stata completamente inondata dalla lava che è penetrata attraverso un'apertura nel bordo orientale. I resti del bordo formano una cresta bassa e curva attorno alla parte interna. Lungo il bordo sudest è presente un piccolo cratere e a nordest i resti di un altro cratere forma un'incisione. Il fondo del cratere ha un coefficiente di albedo analogo a quello del mare lunare a est.
Il cratere è dedicato all'astronomo australiano Colin Stanley Gum. 

## Crateri correlati
Alcuni crateri minori situati in prossimità di Gum sono convenzionalmente identificati, sulle mappe lunari, attraverso una lettera associata al nome.
| Gum | Coordinate            | Diametro (in km) |
| --- | --------------------- | ---------------- |
| S   | 39°40′12″S 84°55′12″E | 35,2             |